# Chân đăng
Chân đăng (tiếng Pháp: travailleurs engagés) hay pieds engagé là những người Việt Nam "tham gia dưới dạng khế ước" đến làm việc ở Nouvelle-Calédonie vào cuối thế kỷ 19 sang đầu thế kỷ 20 thời Pháp thuộc mà thời đó gọi là Tân Thế giới và một phần ở Tân Đảo (Nouvelles-Hébrides, nay là Vanuatu) (nhiều người cũng gọi gộp 2 quần đảo này là Tân Đảo, một số người khác thì lẫn lộn hai tên này với nhau). Danh từ này nghĩa đen trong tiếng Pháp là "chân tham gia", dùng để chỉ những người có hợp đồng lao động khi họ đến nhận việc; trong khi đó "chân" trong tiếng Việt hàm nhiều nghĩa, như "địa vị" hoặc "việc làm". Pieds engagé cũng  tương tự như "pieds-noirs", danh từ áp dụng cho những người châu Âu di cư đến Algérie.
Người Việt đặt chân đến Nouvelle Calédonie lần đầu vào năm 1891, hơn phân nửa là tù nhân từ Poulo Condor. Từ năm 1895 trở đi, việc tuyển dụng nhân công thực hiện trực tiếp tại cảng Hải Phòng và tiếp tục cho đến những năm 1930 mới ngưng. Lực lượng lao động này được thuê theo hợp đồng dài hạn, hẹn trong 5 năm thì sẽ được hồi hương.
Sau Thế chiến thứ 2, một số chân đăng chọn hồi hương. Việc về nước bị gián đoạn vào thập niên 1950 nhưng rồi tái tục vào những năm 1960-64. Những người ở lại dần hòa nhập vào xã hội Caldoche, lập gia đình với người bản xứ. Con cháu của họ cho đến nay vẫn còn giữ lại ít nhiều nét văn hóa người Việt tuy đại đa số không còn nói được tiếng Việt nữa.

## Tên gọi
Vào cuối thế kỷ 19, tên gọi trên các văn bản để chỉ người Việt Nam thường ghi Tonkinois (người Đông Kinh, Đàng Ngoài), Indochinois (người ở Đông Dương thuộc Pháp nói chung, gồm Lào, Việt Nam, Khơ-me), Annamite (người An Nam), engagé (người được tuyển chọn/tuyển mộ, còn chỉ lính mộ - hàm ý tự nguyện), cu-li (thợ không rành nghề, hàm ý tiêu cực), kẻ làm thuê/mướn - phu (journalier, ouvrier, mercenaire, travailleur...).
Trong các danh từ trên, sau này đặc biệt có cách gọi "chân đăng" dùng để chỉ thế hệ đầu tiên.

## Lịch sử

### Thời kỳ đầu
Chuyến đầu tiên đưa những người chân Đăng đến đảo Tân Thế giới vào năm 1891, trên tàu  Chéribon . Nhóm này gồm 768 người Việt trong đó có 479 tù nhân lao động khổ sai từ Poulo Condor. Khi đến nơi, 96 người không được nhận việc và cuối cùng chết ở bến vì chủ thuê không chấp nhận lý lịch của họ. Năm 1895 đoàn phu tới từ Hải Phòng với hợp đồng năm (5) năm, có thể gia hạn một lần. Phần lớn họ là người Bắc Kỳ từ đồng bằng sông Hồng, nhất là từ ba tỉnh Ninh Bình, Nam Định, Thái Bình vốn là các tỉnh đông dân cư với mức sống rất thấp và nạn đói hoành hành. Mỗi người khi xuốn bến thì được cấp một con số căn cước nhà chức trách dùng trong mọi giao dịch vì cho rằng tên họ quá khó phát âm nên dùng số cho dễ.. Người đến Tân Thế giới thì làm phu mỏ kền và cromit còn những người đi Tân Đảo thì thường ký làm phu đồn điền trồng cà phê và dừa.
Ở Tân Thế giới, người Việt cũng như những người phu xứ khác (người Indonesia, người Nhật) phải tuân thủ chế độ bản địa.. Bị giới hạn trong các lán trại, họ không thể tự do đi lại; muốn cư ngụ tại Nouméa cũng phải có giấy phép; khế ước ký thế nào thì phải thực hiện y nguyên, không thể thay đổi. Theo đó mới phát sinh ra danh từ Chân Đăng (pieds engagé).

### Chiến tranh Đông Dương và hồi hương
Sau khi Đệ nhị Thế chiến chấm dứt, một số dân phu nổi loạn (1946-47) nên bị nhà chức trách Pháp buộc hồi hương. Dân Nouvelle Calédonie cũng có thái độ bài Việt, đòi đuổi người chân đằng về nước. Từ Tháng 8, 1947 đến Tháng 10, 1950, bốn chuyến tàu đưa 1791 người Việt Nam về nước..
Trong khi đó Chiến tranh Đông Dương bùng nổ; Việt Nam bị chia thành hai nước: Việt Nam Dân chủ Cộng hòa và Việt Nam Cộng hòa. Vì đa số chân đăng là gốc Bắc, họ muốn về lại miền Bắc nhưng Pháp chỉ công nhận chính thể Việt Nam Cộng hòa nên vấp phải trở ngại ngoại giao. Cùng lúc đó cả dân địa phương Nouvelle Calédonia lẫn người chân đăng đều ráo riết vận động đòi Pháp giải quyết vấn đề. Có người tham gia vào các cuộc bạo động, ủng hộ Việt Minh, nhưng cũng có người chống Việt Minh nhất là giáo dân Công giáo. Tình hình dần lắng xuống khi Pháp bãi bỏ quy tắc l'indigénat (bản địa) năm 1946, cho phép người chân đăng làm các nghề khác ngoài nghê phu mỏ hay phu đồn điền.
Ở phủ lỵ Port Vila, Tân Đảo người Việt làm đủ mọi nghề buôn bán. Hai khúc phố của con đường nay mang tên Pasteur là nơi tập trung các cửa hàng người Việt song song với con đường Carnot nơi người Hoa có nhiều cửa hiệu. Sang đầu thập niên 1960 thì đại đa số người Việt chọn lên tàu hồi hương. Số chọn ở lại phần lớn là người Công giáo nhưng dần dần hậu duệ cũng rời Tân Đảo, nhất là sau năm 1980 khi Tân Đảo được độc lập, đổi tên là Vanuatu.
Đến năm 1963 thì có khoảng 1000 người gốc Việt tại Nouvelle Calédonie; đến năm 2020 thì con số đó tăng thành 2300, tức 1% dân Nouvelle Calédonie. Họ hòa nhập vào xứ sở mới nhưng còn lưu lại một ít sinh hoạt cố hương như ngày Tết âm lịch, món thịt kho và phở.

## Di tích
Di tích người Việt tại Tân Đảo phải kể đến cổng vào nhà thờ Mele xây kiểu bài phường, dựng năm 1944. Vị trí này nay là cổng vào quán Tanna Coffee. Trong Port Vila thì có nhà thờ Thiên Môn (Porte du Ciel) xây năm 1954. Ngoài ra là một số mộ cổ ở nghĩa địa thành phố, có khu riêng của người Việt.

## Trong văn hóa đại chúng
Nhạc kịch South Pacific phỏng theo tập truyện giành Giải Pulitzer cho tác phẩm hư cấu có một câu chuyện về một mối tình giữa một Đại úy Hải quân Hoa Kỳ và một cô gái chân đăng Bắc Kỳ.